# Maison-Feyne
Maison-Feyne ist eine Gemeinde im Zentralmassiv in Frankreich. Sie gehört zur Region Nouvelle-Aquitaine, zum Département Creuse, zum Arrondissement Guéret und zum Kanton Dun-le-Palestel.

## Geografie
Die Gemeindegemarkung wird im Nordosten von der Creuse begegrenzt. Maison-Feyne grenzt im Nordwesten an Crozant, im Norden an Fresselines, im Osten an Villard, im Süden an Dun-le-Palestel, im Südwesten an Sagnat und im Westen an Lafat.

## Sehenswürdigkeiten
- Kirche Saint-Jean, Monument historique

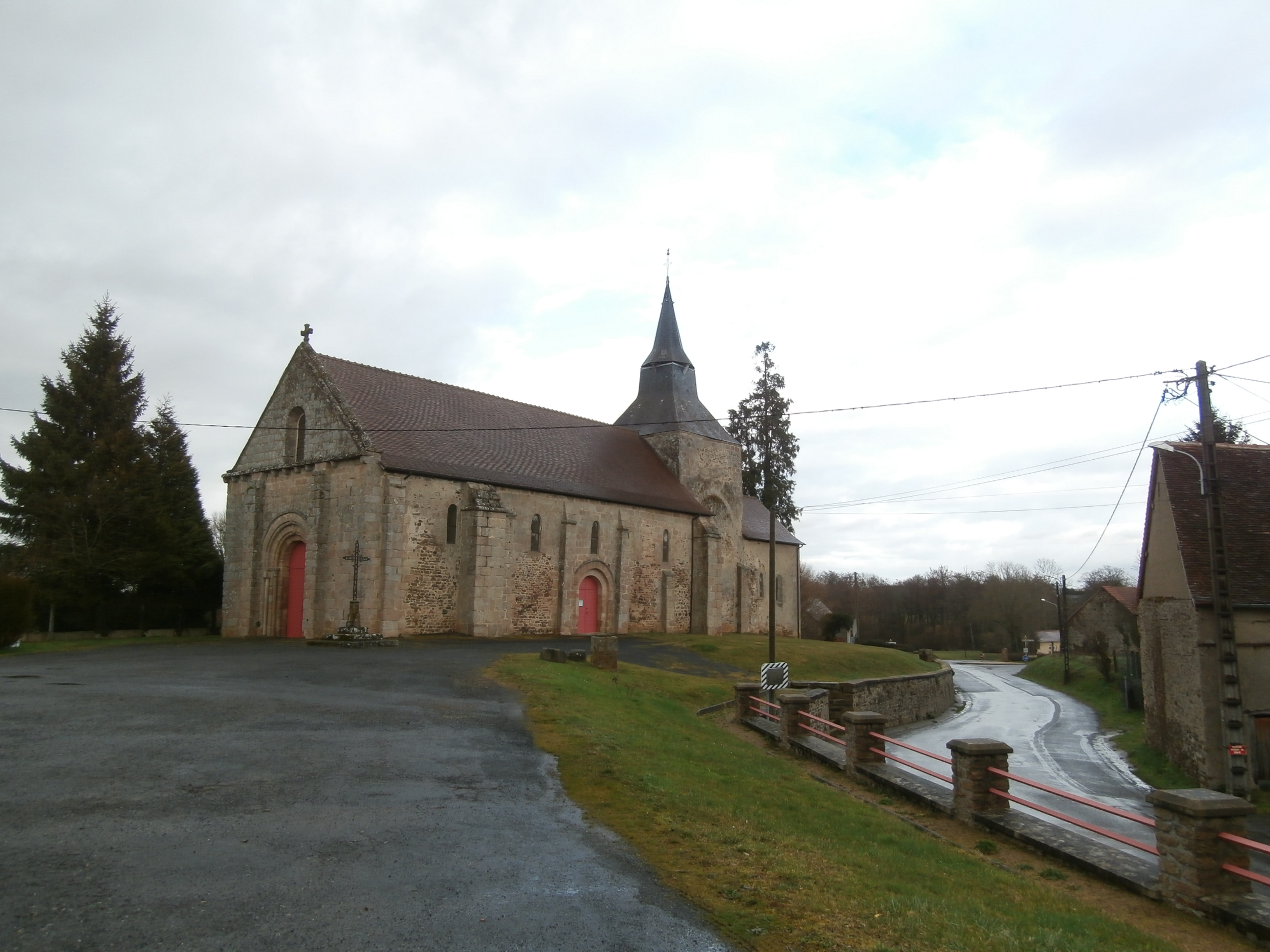
Kirche Saint-Jean

## Bevölkerungsentwicklung
| Jahr      | 1962 | 1968 | 1975 | 1982 | 1990 | 1999 | 2008 | 2018 |
| --------- | ---- | ---- | ---- | ---- | ---- | ---- | ---- | ---- |
| Einwohner | 407  | 354  | 356  | 357  | 314  | 290  | 303  | 304  |